# 120
120 — високосний рік, що почався в понеділок за григоріанським календарем.
Римська імперія •  Парфянське царство •  Кушанське царство •  Східна Хань •  Сармати

## Геополітична ситуація
Римську імперію очолює імператор Адріан (до 138). Імперія  займає Апеннінський, Піренейський та Балканський півострови, Галлію, частину Британії, Близький Схід, Північну Африку включно з Єгиптом. 
Наймогутніша держава центральної Азії — Парфянське царство. Наймогутніша держава Індостану — Кушанське царство. Династія Хань править у Китаї.  Корейський півострів ділять між собою Три корейські держави. 
Триває докласичний період цивілізації мая.
На території майбутньої України, в степах Причорномор'я, кочують сармати, північніше — племена Черняхівської культури.

## Події

### Римська імперія

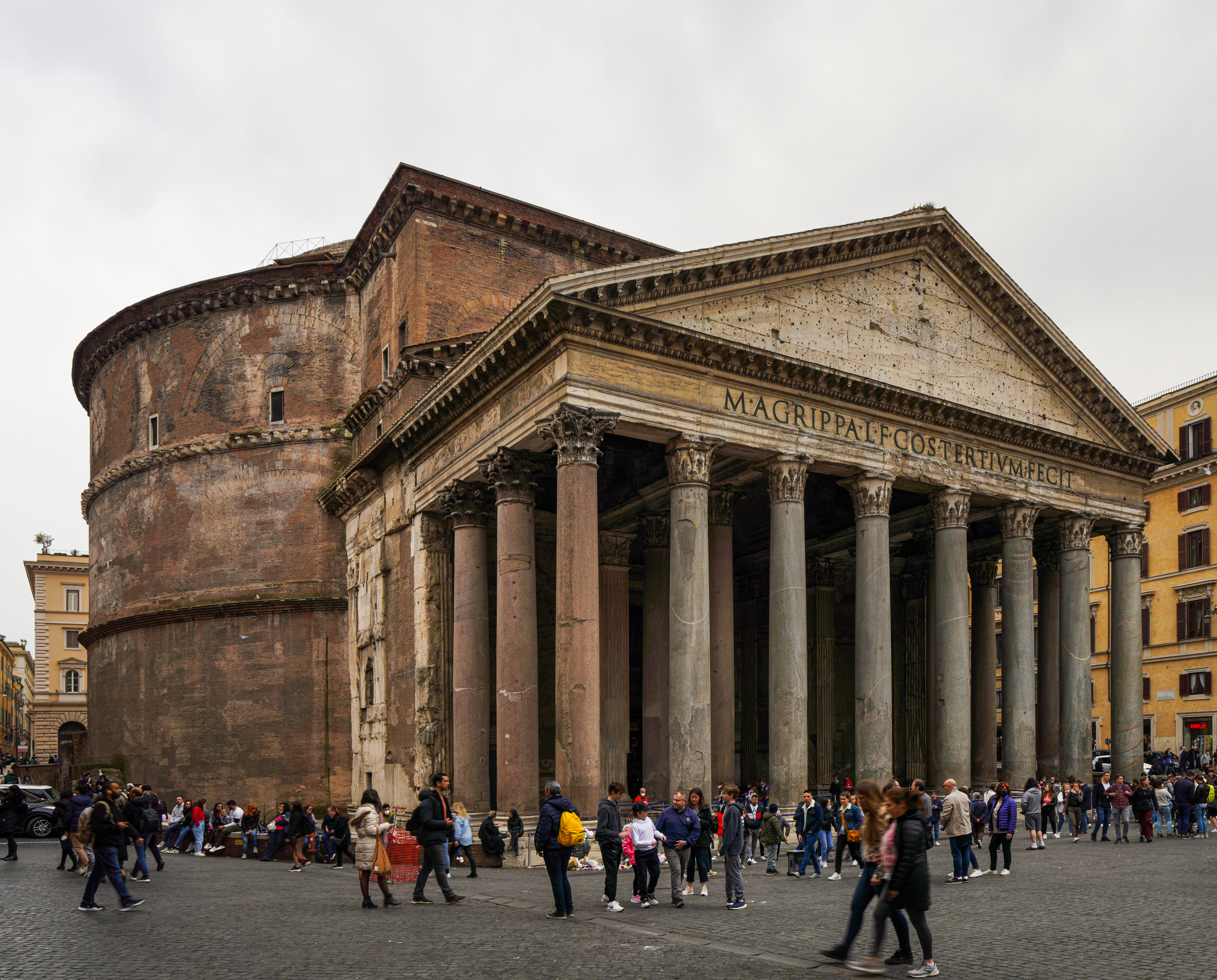
Римський Пантеон

- Римськими консулами були Луцей Катілій Север Юліан Клавдій Регін та Тит Аврелій Фульвії Бойоній Аррій Антонін (майбутній імператор Антонін Пій).
- За розпорядженням імператора Адріана розпочалося відновлення Пантеону в Римі.
- Светоній став секретарем імператора Адріана.

### Китай
- Слабкі, але часті набіги сяньбі на Китай. Китайцям допомагають ухуані, багато набігів відбито. Відзначився ватажок сяньбі Цічжіцзянь.

## Народились
- Лукіан (за іншими даними 125) — давньогрецький письменник, сатирик, вільнодумець.
- Веттій Валент — грецький астроном.

## Померли
- Публій Корнелій Тацит (за іншими даними — 117) — римський історик.
- Діон Хрисостом — давньогрецький красномовець Римської доби.
- Плутарх (за іншими даними — 125) — давньогрецький письменник, історик і філософ-мораліст.